# 李恵貞
李 恵貞（リ・ヘジョン、朝鮮語: 리혜정）は、朝鮮民主主義人民共和国の女性政治家。朝鮮社会科学院院長、朝鮮労働党中央委員会委員候補。

## 経歴
出生地はアメリカ合衆国。生年月日は不明。2012年6月に朝鮮社会科学院院長に任命された。2014年3月9日に実施された最高人民会議第13期代議員選挙で代議員に選出され、4月9日に開催された最高人民会議第13期第1回会議で最高人民会議副議長に任命された。2016年5月9日に開催された朝鮮労働党第7次大会で朝鮮労働党中央委員会委員候補に選出された。
2018年9月に朝鮮社会科学者協会第一副委員長を兼任。9月7日に建国70周年記念行事に参加するため訪朝した、ワレンチナ・マトヴィエンコロシア上院議長を出迎えた。2019年3月10日に実施された最高人民会議第14期代議員選挙で再選した。

## 参考サイト
- 북한정보포털

| 先代太炯哲 | 朝鮮社会科学院院長2012年 - | 次代現職 |